# Imadło chirurgiczne

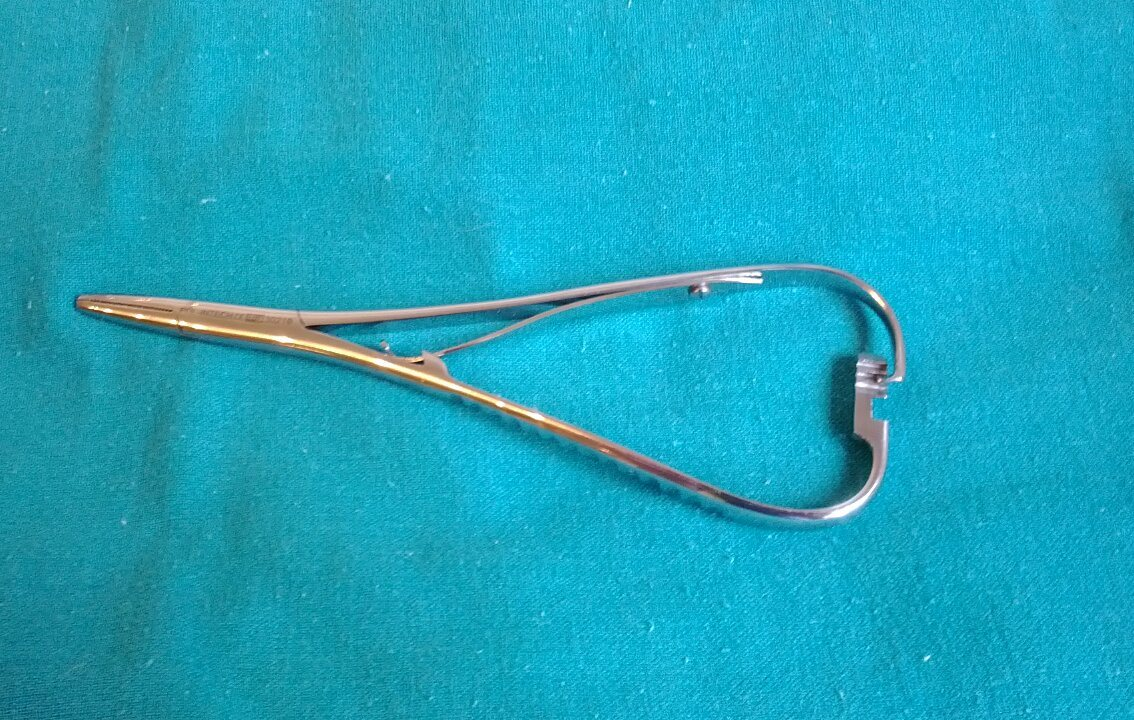
Imadło chirurgiczne typu Mathieu

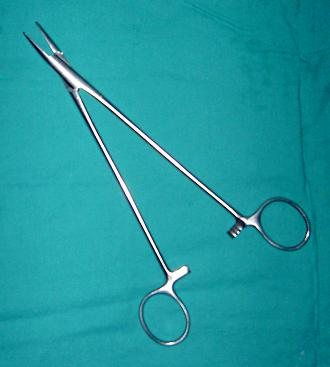
Imadło chirurgiczne typu Hegara

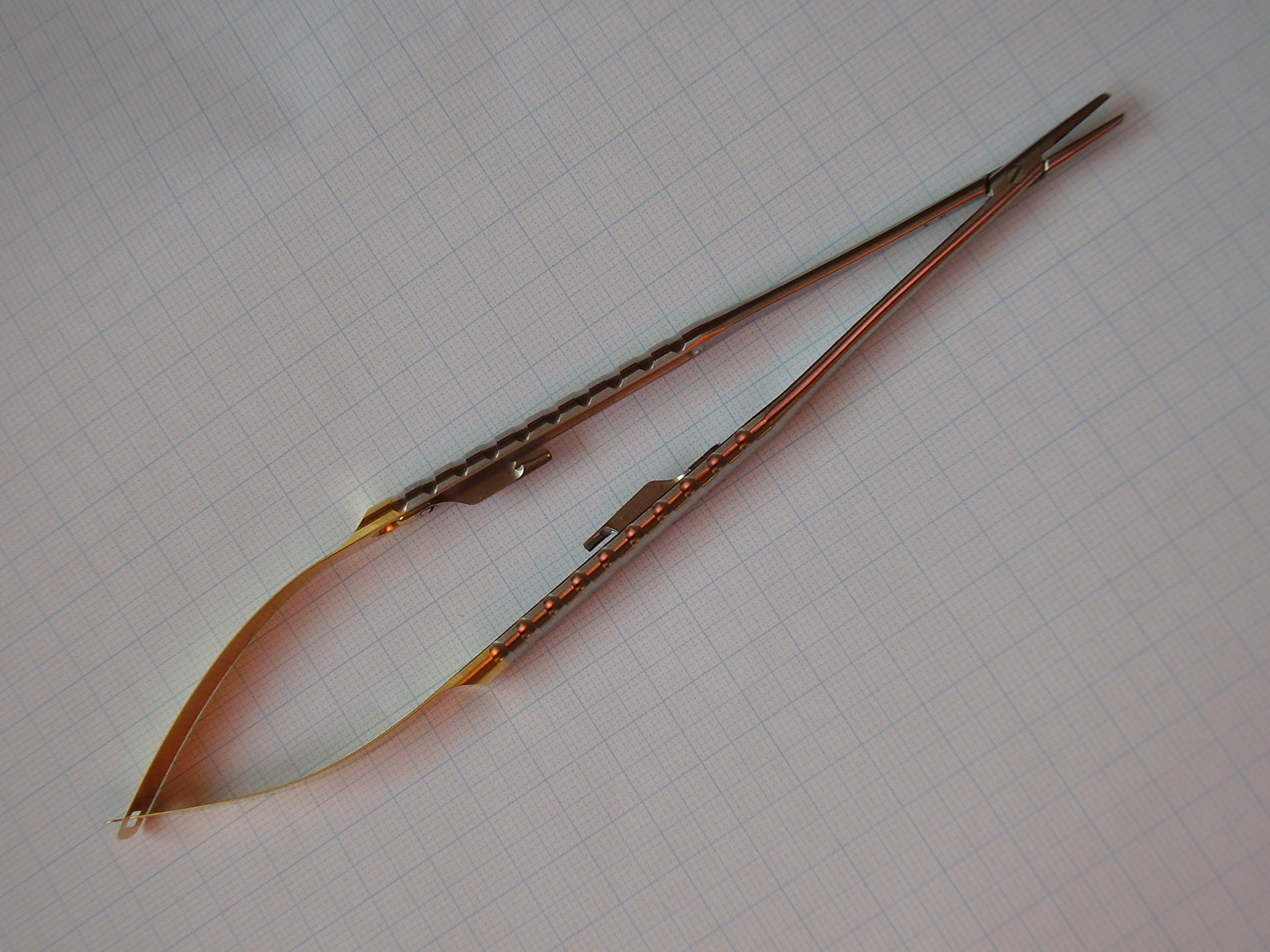
Imadło chirurgiczne typu Castroviejo

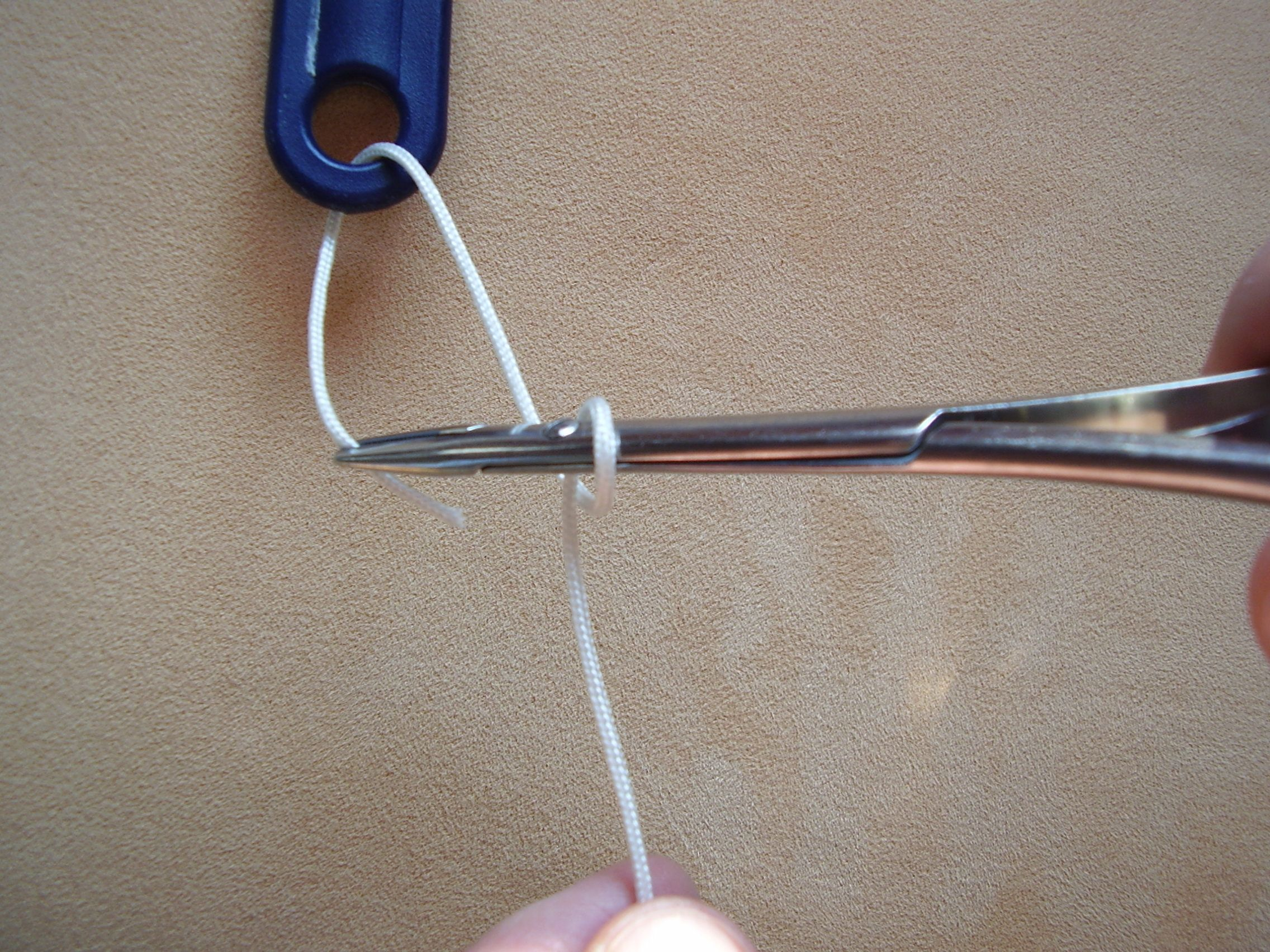
Wiązanie na imadle

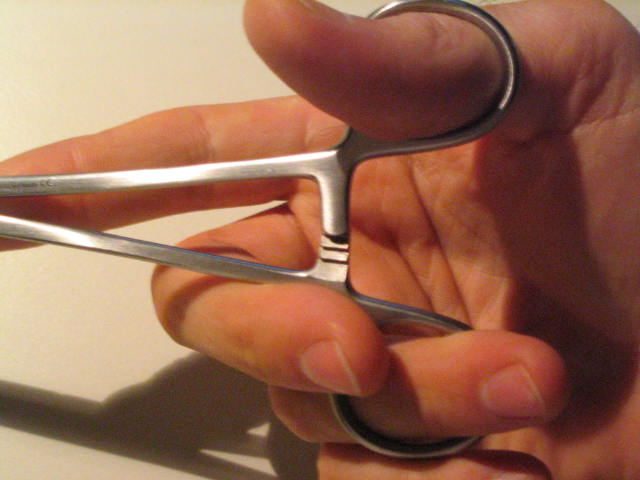
Uchwyt imadła Hegara z dobrze widocznym zamkiem

Imadło chirurgiczne (w żargonie medycznym igłotrzymacz) – narzędzie chirurgiczne, za pomocą którego chirurg trzyma igłę w trakcie zakładania szwów. Dodatkowo służy też do wiązania końcówek nici chirurgicznych, czyli wiązania szwów na narzędziu. Jest wiele typów imadeł. Składają się ze szczęk (trzymających bezpośrednio igłę), przegubu (zawiasu) i uchwytu. 
Imadła posiadają różne kształty i rozmiary w zależności od rodzaju szytych tkanek i używanych nici chirurgicznych. Najpowszechniejsze w użyciu są imadła Mathieu, Hegara (skonstruowane przez niemieckiego ginekologa Alfreda Hegara (1830–1914) i Castroviejo, których używa się do zakładania bardzo delikatnych szwów, na przykład w chirurgii okulistycznej, neurochirurgii, czy podczas pomostowania aortalno-wieńcowego w kardiochirurgii.
Materiały do wytwarzania narzędzi chirurgicznych muszą być bardzo wysokiej jakości, ponieważ muszą przenosić i wytrzymywać duże siły działające na nie podczas czynności chirurgicznych. Imadła najczęściej wykonane są z elastycznej stali nierdzewnej. Stal ta nie ma odpowiedniej twardości i z tego powodu wprowadzono w obrębie szczęk wkładki z twardych materiałów ze stożkowym lub prostokątnym ryflowaniem (żłobkowaniem). Twarde wkładki wykonane są najczęściej z węgliku wolframu i dzięki temu są trwalsze, gdyż lepiej znoszą siły ściskające potrzebne do utrzymania igły w ustalonej pozycji. Większość imadeł wyposażona jest w tak zwane zamki, które blokują zamknięcie imadła i ułatwiają manipulację igłą w miejscu wkłucia. Zewnętrzna część szczęk i ramion imadeł jest zaokrąglona i gładka, żeby nie haczyła nici chirurgicznej podczas wiązania na imadle.

## Funkcja
W chirurgii szwy zakłada się za pomocą imadeł chirurgicznych. Wynika to po pierwsze z konieczności precyzyjnej kontroli położenia igły, po drugie z konieczności zakładania szwów w głębokich, trudno dostępnych jamach ciała, a po trzecie z konieczności unikania ryzyka urazu dla chirurga. Zakłucie igłą rękawiczki chirurgicznej i jego ręki może prowadzić do infekcji wirusami zapalenia wątroby, HIV i chorób bakteryjnych u chirurga – i odwrotnie, uszkodzone rękawiczki chirurga mogą powodować infekcje ran u pacjenta. Cienkie, atraumatyczne igły mogą być uchwycone i prowadzone tylko takim instrumentem. Uchwyt igły ułatwia chirurgom zawiązywanie węzłów. Uchwyty igłowe wykonuje się w różnych rozmiarach, w zależności od zastosowania, na przykład w mikrochirurgii, mikrostomatologii czy periodontologii.